# Macrocarpaea maryae
Macrocarpaea maryae är en gentianaväxtart som beskrevs av Jason Randall Grant. Macrocarpaea maryae ingår i släktet Macrocarpaea och familjen gentianaväxter. Inga underarter finns listade i Catalogue of Life.